# كفر بهيدة
قرية كفر بهيدة هي إحدى القرى التابعة لمركز ميت غمر في محافظة الدقهلية في جمهورية مصر العربية. حسب إحصاءات سنة 2006، بلغ إجمالي السكان في كفري بهيدة وإبراهيم شرف 17764 نسمة، منهم 9186 رجل و8578 امرأة.

## التاريخ
قرية كفر بهيدة من القرى القديمة، حيث وردت باسم «منى مغنوج» في أعمال الشرقية ضمن قرى الروك الناصري التي أحصاها ابن الجيعان في كتاب «التحفة السنية بأسماء البلاد المصرية». وفي العصر العثماني وردت باسم «كفر بني مغنوج كفر بهيدة» في التربيع العثماني الذي أجراه الوالي العثماني سليمان باشا الخادم في عصر السلطان العثماني سليمان القانوني ضمن قرى ولاية الدقهلية، وفي تاريخ 1228هـ/1813م الذي عدّ قرى مصر بعد المسح الذي قام به محمد علي باشا باسم «كفر بهيدة» ضمن قرى مديرية الدقهلية.